# Усачёвка (Приморский край)
Усачёвка — село в Хорольском районе Приморского края России. Входит в состав Благодатненского сельского поселения.

## География
Дорога к селу Усачёвка идёт на юг от села Прилуки, расстояние около 11 км. На запад от Усачёвки идёт дорога к посёлку Липовцы Октябрьского района, на восток — к селу Новожатково Михайловского района.

## История
Село образовалось в 1964 году. Являлось вторым отделение совхоза «Комсомолец». Название село получило в честь Героя Гражданской войны Геннадия Усачёва — организатора и первого секретаря комсомольской ячейки села, который возглавлял оперативную группу, охранявшую село от бандитов. В 1931 году убит врагами Советской власти. Похоронен в родном селе рядом со школой. На его могиле товарищами-комсомольцами установлен обелиск с пятиконечной звездой, реконструированный в 1963 году.

## Население
| 2002 | 2008 | 2010 |
| ---- | ---- | ---- |
| 295  | ↘219 | ↘170 |

## Улицы
| - ул. Молодёжная, - ул. Набережная, - ул. Нефтяников, | - ул. Новая, - ул. Усачёва, - ул. Центральная. |

## Инфраструктура
В селе действует фельдшерско-акушерский пункт, магазин, молочная ферма.